# BAS (sistema)

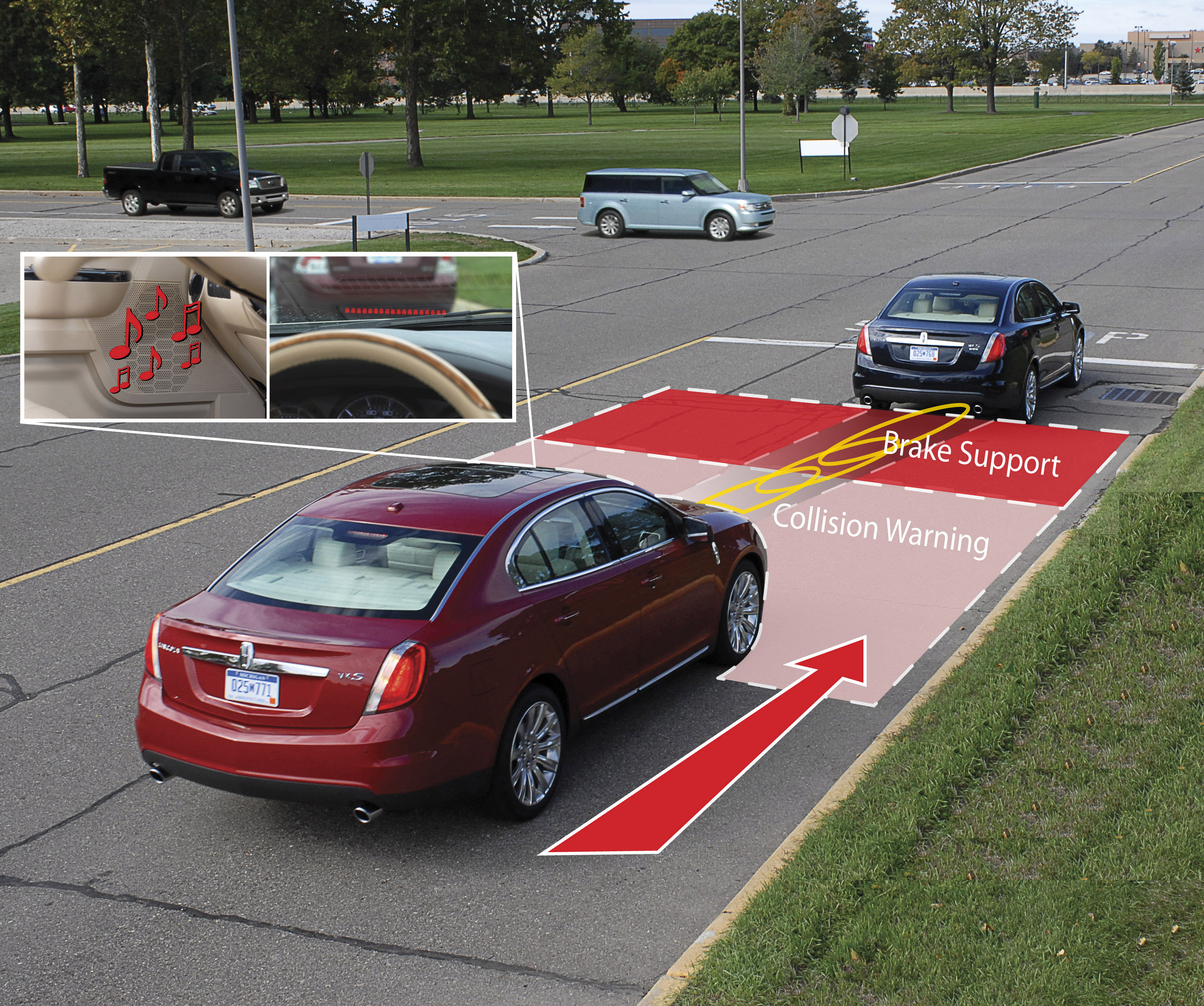
Advertencia de colisión con soporte de freno

El Sistema de Asistencia a la Frenada (en inglés: brake assist system o BAS) es un sistema de emergencia ideado por Mercedes-Benz.
Mercedes-Benz comprobó que ante una frenada de emergencia, la reacción del conductor es frenar menos de lo que el coche le permite e ir aumentando la presión sobre el freno según se acerca el impacto. Como resultado, se alarga la distancia de frenada.
Para evitar este aumento, se ideó un sistema que interpreta cuándo se produce una frenada de emergencia, y en tal caso, frena con la máxima potencia aunque el conductor no lo esté haciendo.

Para interpretar cuándo se produce una frenada de emergencia, el BAS mide la velocidad con la que se suelta el acelerador y se pisa el freno, además de la presión con la que este movimiento se hace. 
Siempre funciona combinado con el ABS.